# Smittoidea evelinae
Smittoidea evelinae is een mosdiertjessoort uit de familie van de Smittinidae. De wetenschappelijke naam van de soort is voor het eerst geldig gepubliceerd in 1937 door Marcus.